# Esila arvorum
Esila arvorum är en tvåvingeart som beskrevs av Robineau-desvoidy 1863. Esila arvorum ingår i släktet Esila och familjen parasitflugor.
Artens utbredningsområde är Frankrike. Inga underarter finns listade i Catalogue of Life.